# Minz
Dami Aminu, dont le nom d’artiste est Minz, est un producteur et musicien de Lagos, au Nigeria,,,,,,,,,,,.

## Discographie
- Talk

- Story
- Odoyewu

- Skin

- Beautiful

- Nasty

- Gyal

- 234

- Wo Wo
- Zizi